# Lloyd Aéreo Boliviano
Lloyd Aéreo Boliviano (LAB) fue la aerolínea bandera y principal compañía de transporte aéreo de Bolivia. Fundada el 15 de septiembre de 1925 por un consorcio boliviano-alemán, fue la segunda aerolínea más antigua de Sudamérica, después de Avianca, y entre las aerolíneas más antiguas del mundo hasta su quiebra en 2010.
Su sede central se ubicaba en la ciudad de Cochabamba con centro de conexiones principal en el Aeropuerto Internacional Jorge Wilstermann y bases de operaciones internacionales en el Aeropuerto Internacional Viru Viru de Santa Cruz de la Sierra y el Aeropuerto Internacional El Alto de La Paz. La aerolínea operó una red extensa de vuelos domésticos a los principales centros de población del país y también ofreció servicios a destinos internacionales hacia el sur, centro y norte de América, El Caribe, Estados Unidos y España.
El Lloyd Aéreo Boliviano comenzó servicios comerciales el 23 de septiembre de 1925 con un vuelo inaugural de Cochabamba a Santa Cruz de la Sierra utilizando un Junkers F-13 de fabricación alemana. Como consecuencia del inicio de la Segunda Guerra Mundial, el Gobierno de Bolivia demostró un creciente interés en adquirir acciones pertenecientes a entidades extranjeras y reorganizó la aerolínea en una sociedad anónima Durante este periodo, Lloyd Aéreo Boliviano expandió considerablemente su red de rutas, sustituyendo gradualmente los aviones alemanes por aeronaves Lockheed, Douglas y Curtiss de origen americano. En 1968, Lloyd Aéreo Boliviano recibió su primer avión jet, el Boeing 727 que llegó a formar el núcleo principal de su flota. Desde 1992, LAB fue una de las dos aerolíneas principales de Bolivia, junto con AeroSur. 
En 1995, la compañía aérea brasileña VASP adquirió participaciones importantes en LAB y Ecuatoriana de Aviación planteando formar un holding latinoamericano y administrando las aerolíneas hasta el año 2001. Durante este proceso, VASP experimentó dificultades financieras y se declaró en quiebra en 2005. La aerolínea volvió a ser una empresa boliviana, pero tras varios intentos fallidos para salvar su situación financiera con inversiones privadas y propuestas de nacionalizarla, Lloyd Aéreo Boliviano cesó operaciones en 2010 tras 85 años de operación continua.
A raíz de su quiebra, el Gobierno de Bolivia estableció la aerolínea estatal Boliviana de Aviación en 2007, remplazando a LAB como aerolínea bandera y asegurando el acceso al transporte aéreo ininterrumpido en Bolivia.

## Historia

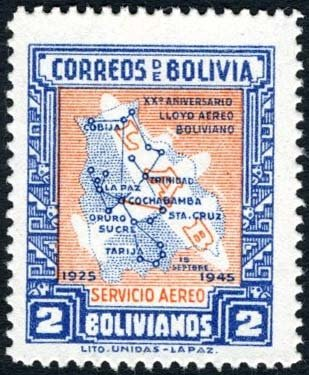
Una estampilla postal ilustrando la red de rutas domésticas de LAB en 1945

La idea de crear el LAB surgió cuando el gobierno contrató a una empresa alemana, a cargo de Guillermo Kyllmann, para construir un ferrocarril entre Cochabamba y Santa Cruz de la Sierra. Sin embargo, esto resultó muy difícil, ya que Cochabamba está rodeada de cerros y Santa Cruz, cubierta de densos bosques. A ello se sumaban otros factores, como las inundaciones durante la temporada de lluvias, que imposibilitaron esta opción. Ante estas dificultades, surgió la idea de conectar Cochabamba y Santa Cruz por aire en lugar de por tierra. No sería sino hasta la década de 1950 que finalmente se construiría un camino terrestre entre ambas ciudades. 
En este contexto, en julio de 1925 llegó a Bolivia, por tren desde Buenos Aires, un Junkers F-13 (un avión con capacidad para cuatro pasajeros) que fue nombrado Oriente. El 27 de julio de ese mismo año se realizó el primer vuelo de prueba, y el 2 de agosto tuvo lugar un vuelo comercial pagado por dos personas para sobrevolar Cochabamba durante 20 minutos. De manera fortuita, esto ocurrió cerca del centenario de la independencia de Bolivia. Su primer vuelo a Sucre sería el 5 de agosto de 1925 (Un día antes del centenario). Un mes después el 15 de septiembre de 1925 la empresa sería oficialmente fundada con una sede corporativa en La Paz y una sede administrativa en Cochabamba. Cochabamba fue elegida como sede principal por estar al centro del país. El 24 de diciembre de 1925 el primer vuelo fue entre Cochabamba a Santa Cruz con una duración de 2 horas y 20 minutos de vuelo y Guillermo Kyllman sería nombrado el presidente de la aerolínea. Los pilotos usaban las carreteras existentes en esa época para usarlas como referencia. En 1926 la empresa tuvo una gran expansión de destinos y el 15 de septiembre conmemorando 1 año de la fundación de la empresa llegaría su segundo avión. En noviembre de 1926 ocurriría el primer accidente aéreo de la empresa cuando cubría una ruta entre Cochabamba y Santa Cruz debido al mal clima tuvieron que hacer un aterrizaje forzoso en el cual el avión se quedó totalmente inutilizable haciendo que la empresa encargue otro avión que llegaría a inicios de 1927 y durante 1928 llegarían 3 aviones más. En esos años, los aviones no contaban con matrícula oficial. Sin embargo, en 1928 se estableció la obligatoriedad de que todas las aeronaves estuvieran registradas. A Bolivia se le asignó la matrícula CB, la cual se utilizó hasta la década de 1950, cuando fue reemplazada por la actual matrícula CP. Debido al gran crecimiento de la empresa se fundaría una escuela de Aviación para quienes quisieran ser pilotos, el primer graduado fue Jorge Wilstermann Camacho, mismo nombre que lleva el Aeropuerto de Cochabamba. El 28 de octubre de 1928 se inauguraría la ruta a Trinidad. En marzo de 1929 llegaría un Junkers W-34 con mayor capacidad de Pasajeros. Durante ese período, el LAB ofrecía un servicio postal sin cargo, algo muy inusual. En julio de 1930 se inauguró la primera ruta internacional a Corumba, Brasil para que los pasajero pudieran conectarse con la aerolínea Sindicato Cóndor para ir a Río de Janeiro o para ir a otras ciudades dentro de Brasil. Entre 1932 y 1935 el LAB utilizó algunos de sus aviones para ayudar en la guerra del Chaco en el cual se perdieron algunos aviones. En mayo de 1941 el LAB fue nacionalizado por el Gobierno. 

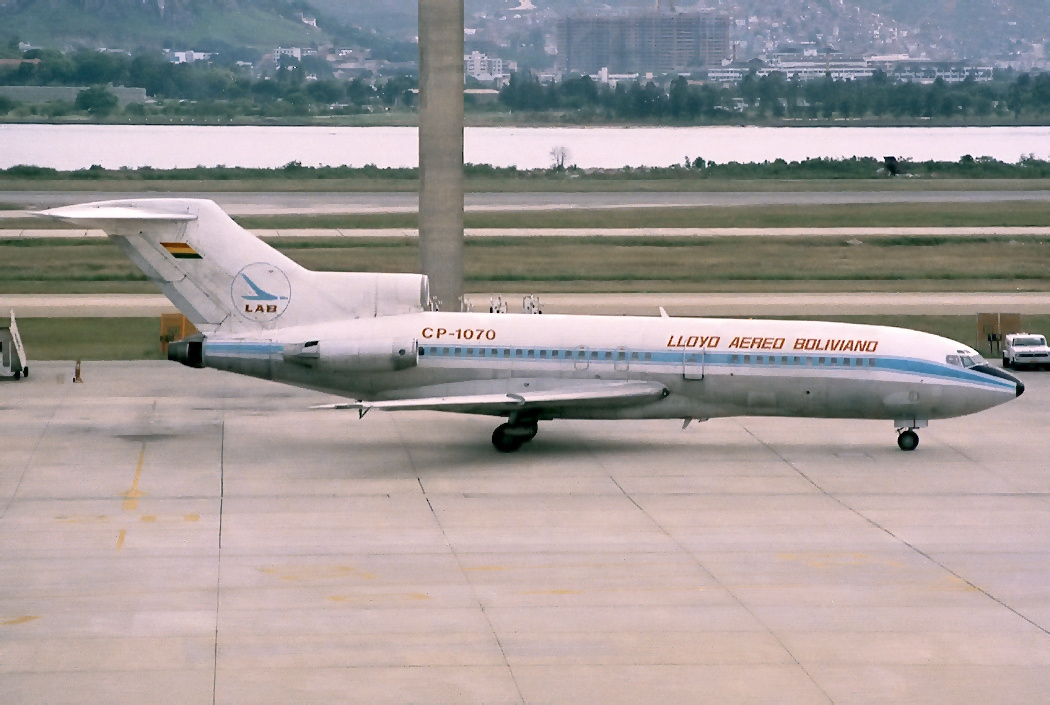
Un Boeing 727-100 de LAB en el Aeropuerto Internacional de Galeão en Río de Janeiro

El primer vuelo internacional de Lloyd Aéreo Boliviano fue en julio de 1930, con aviones de la línea aérea brasileña Syndicato Cóndor Ltda. El vuelo fue entre Corumbá (Brasil) y Río de Janeiro. Lloyd Aéreo Boliviano usó su propio avión para hacer la ruta entre La Paz y Río de Janeiro, y de La Paz a Corumbá. Con estos vuelos, Lloyd Aéreo Boliviano y Cóndor Ltda. tuvieron un acuerdo comercial. Lloyd Aéreo Boliviano fue la segunda línea aérea de Sudamérica luego de la colombiana Avianca. Esta aerolínea colombiana fue la primera en América y la segunda en todo el mundo, aunque como nombre el Lloyd Aéreo Boliviano es el más antiguo de América del Sur, ya que Avianca se denominó Scadta en sus primeros años. Pronto incrementó sus vuelos a destinos en Brasil y su flota empezó a crecer también.
Durante 1932, Lloyd Aéreo Boliviano prestó sus aviones y su personal al gobierno boliviano para ayudar durante la guerra del Chaco contra Paraguay.
La línea aérea fue reorganizada y nacionalizada en 1942 por el gobierno. Éste fue un periodo de crecimiento y expansión, con nuevos aviones y nuevos destinos. El gobierno lo premió en 1950, con el "Cóndor de los Andes", galardón otorgado a las mejores compañías bolivianas. 
En 1970, Lloyd Aéreo Boliviano entró a la era del reactor, adquiriendo su primer Boeing 727. Con los reactores, Lloyd Aéreo Boliviano comenzó a volar a destinos en Sudamérica y Estados Unidos, además paulatinamente creció su flota y entró en los mejores años de su historia.

## Crisis económica y primer cierre de la empresa

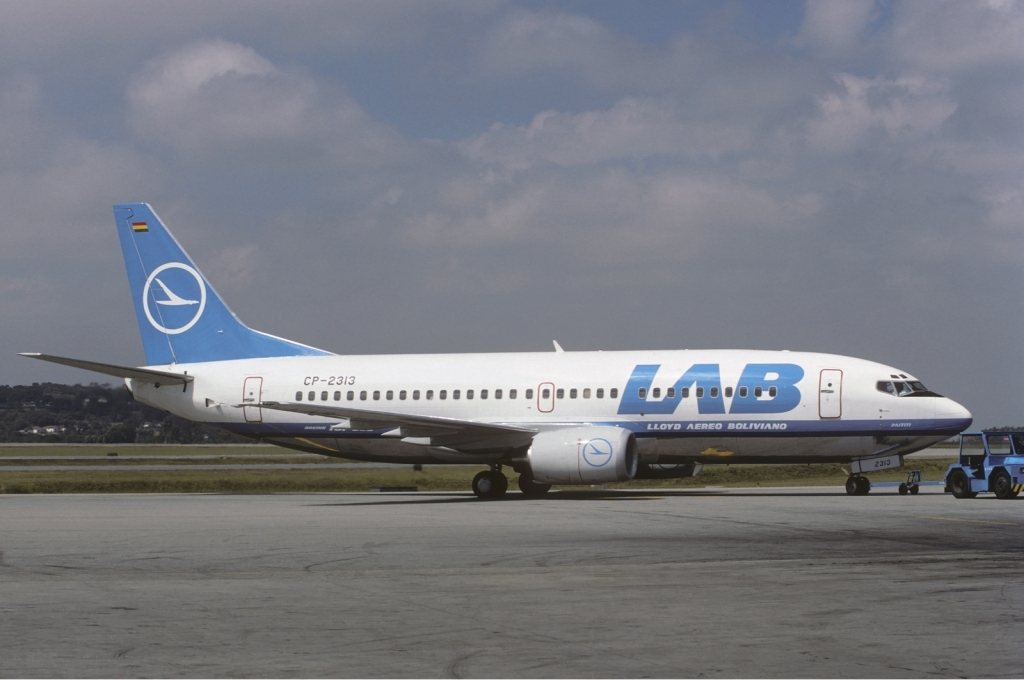
Boeing 737-300 con la librea de VASP, durante la época de privatización del LAB, donde la empresa brasileña era accionista mayoritario

Durante el primer gobierno del presidente Gonzalo Sánchez de Lozada el año 1994, se decide capitalizar a todas las empresas estatales mediante la venta del 50% del paquete accionario de cada empresa (más tarde se descubría que a espaldas de la población se vendieron en muchos casos el 51% de los paquetes accionarios), siendo el Lloyd Aéreo Boliviano vendido a precio de gallina muerta a la aerolínea brasilera en quiebra VASP el 19 de octubre de 1995, cuyos directores no realizaron inversiones en la empresa en la magnitud que se esperaba y se establecía en los contratos, dedicándose más bien a descapitalizar a la empresa, a tal punto que ni siquiera se continuó con la importación de repuestos para las aeronaves y se recurrió al canibalismo para poder mantener a la flota de VASP en estado operativo.
La capitalización fue el principio del fin para el Lloyd Aéreo Boliviano, que cayó en una crisis económica de la cual no se pudo recuperar hasta la fecha, el único recuerdo que dejó la VASP (aparte de la quiebra) fue el cambio de color de los aviones, pintándolos con un nuevo esquema acorde con su empresa.
En el 2001 VASP vendió sus acciones a inversionistas bolivianos (Raúl Garafulic y Ernesto Asbún, que en su momento tenían negocio de comunicación social), con esto se pensó que el LAB podría reponerse de los tiempos difíciles por los que había atravesado.
En 1996, el LAB, valuado en más de 60 millones de dólares, fue privatizado parcialmente, en una operación irregular que favoreció al empresario brasileño Wagner Canhedo de la línea aérea brasileña Viacao Aérea Sao Paulo (VASP).

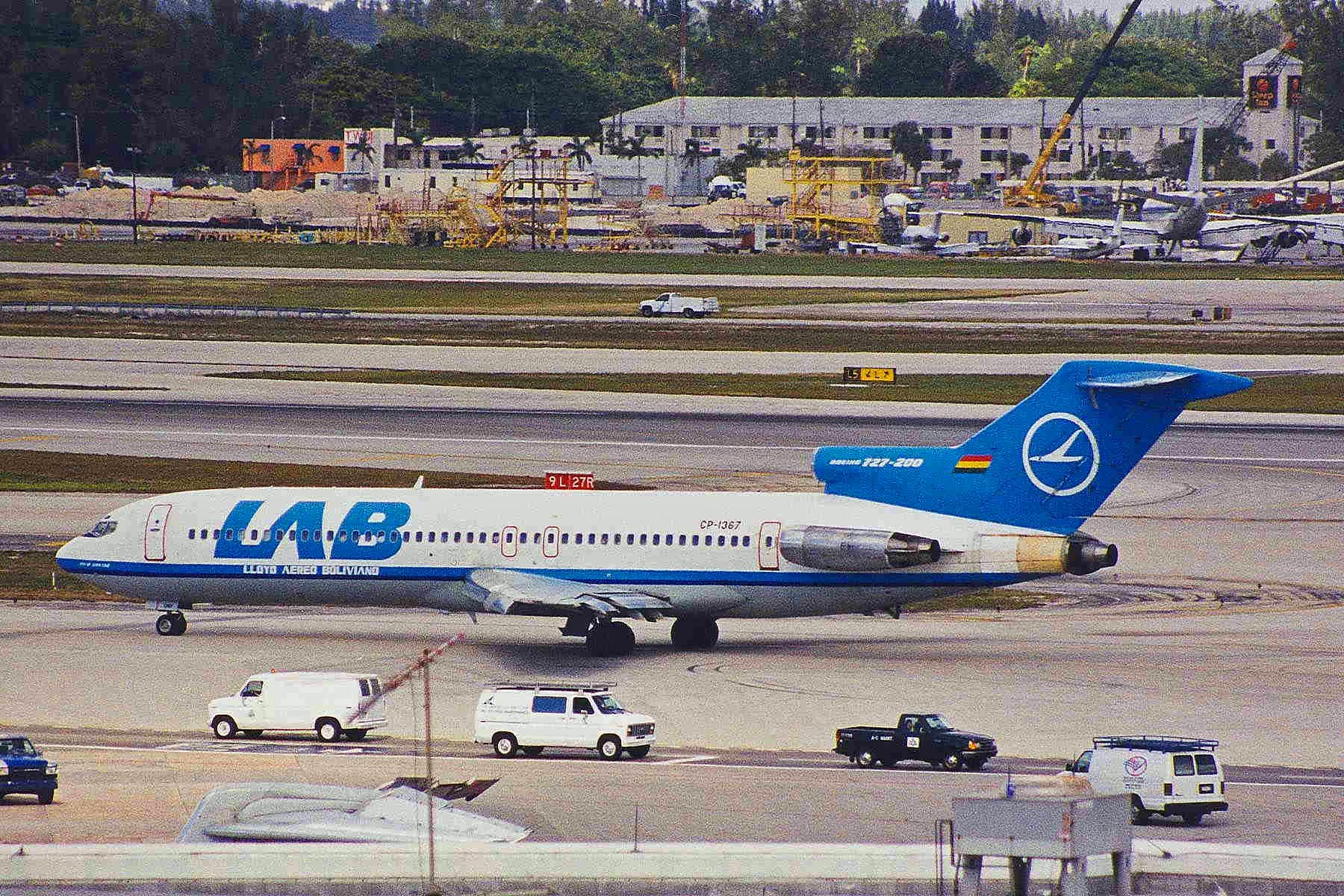
En el Aeropuerto Internacional de Miami en 1999

Con la promesa de invertir cinco millones de dólares, Canhedo tomó el control de la empresa y virtualmente la saqueó, en un escandaloso proceso que obligó a las autoridades bolivianas a iniciar un proceso judicial, que fue desactivado después de que el empresario brasileño entregara sus acciones en el 2001 al boliviano Asbún, en otro proceso viciado de nulidad porque estas acciones ya estaban embargadas, a cambio de un millón de dólares y la promesa de extinguir todo proceso judicial contra la VASP.
Así, con un escaso capital, Asbún completó la obra de Canhedo, exprimiendo aún más al LAB hasta dejarlo con un patrimonio neto no mayor de dos millones de dólares y deudas con el fisco y la seguridad social por encima de los 30 millones de dólares. Sin balances auditados oficialmente, se estima que otras deudas del LAB llegan a más de 100 millones de dólares.
A finales de 2004, LAB hizo un acuerdo comercial de riesgo compartido con Ecuatoriana de Aviación para cobrar una antigua deuda que venía desde la época de VASP, ahora también tendría frecuencias de vuelo a Quito y Guayaquil, con conexiones a México y posteriormente a otras ciudades a las que antes volaba Ecuatoriana de Aviación.
La aerolínea suspendió operaciones temporalmente a principios de abril de 2007, debido a que la Dirección General de Aeronáutica Civil despachó una orden para que la empresa dejara de operar durante noventa días. La causa fue la suspensión de varios vuelos desde enero del 2007, a España, Panamá, México, USA y demás destinos hasta su colapso por falta de liquidez, hecho que perjudicó a miles de pasajeros tanto de interior como del exterior de la República de Bolivia por culpa de la venta de la empresa a otra empresa en quiebra que robo los repuestos de los aviones para ponerlos en sus aviones. Después de ese plazo la empresa sería inspeccionada para ver si contaba con los requisitos para seguir operando. Mientras tanto, la aerolínea no ha dejado de existir, ya que se encuentra en una reestructuración total, operando gracias a empleados que no cobran sueldos y habiendo perdido el año 2002 el orgullo de ser la línea aérea bandera de Bolivia.

## Procesos e intentos de relanzamiento comercial

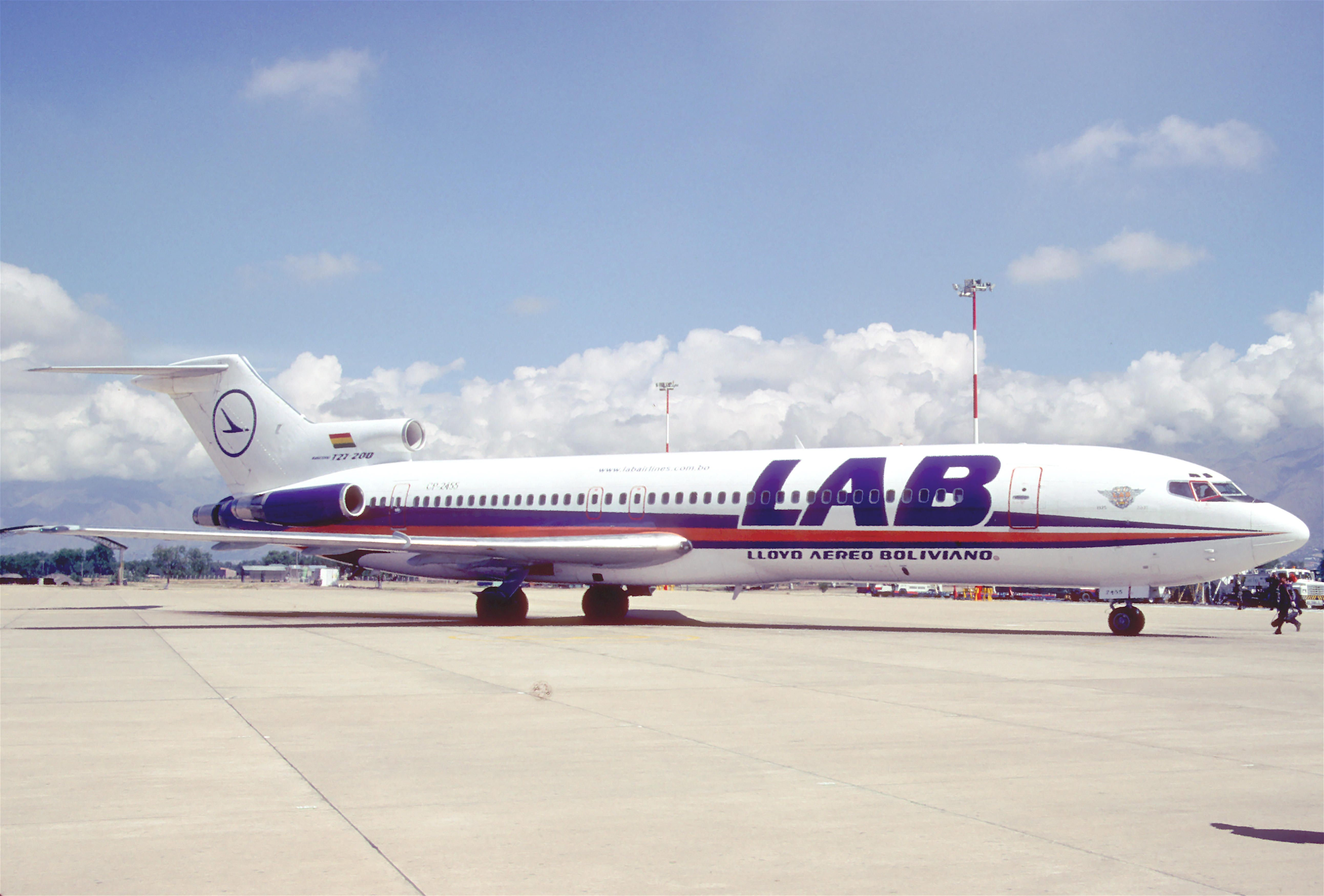
Boeing 727 con los últimos colores de LAB

El domingo 31 de enero de 2009 después de mucho trabajo, LAB consigue volver a operar de manera comercial, esta vez sin tener obstáculo, y de una manera inexplicable, LAB surca nuevamente los cielos diariamente, casi 2 años después de haber dejado de hacerlo.
En el 2009, el Lloyd Aéreo Boliviano habiendo reiniciado operaciones comerciales, tenía la expectativa de cumplir sus rutas con cinco aeronaves que estarían habilitadas totalmente en junio del 2009, y tenía de misión reiniciar los vuelos internacionales con la recuperación de algunos Boeing, entre ellos el 767- 300ER, lastimosamente ninguna de estas predicciones se cumplirían hasta la fecha.
A partir del año 2011, el Lloyd Aéreo Boliviano operaba con un único avión B-727 el cual es alquilado con tripulación propia a Transporte Aéreo Militar (TAM - FAB) para el transporte de pasajeros en la ruta troncal (La Paz, Cochabamba, Santa Cruz), estando cada vez más afectada por las deudas con distintos acreedores y habiendo perdido algunos de sus activos en remates para el pago de sus obligaciones, sin mencionar que habían ya otras líneas aéreas tanto extranjeras como nacionales que ocuparon los destinos que tenía LAB en su momento. 
Después de una búsqueda de inversionistas extranjeros, se aseguraban que unos empresarios árabes se encontraban interesados en reiniciar operaciones, se estimaba que la aerolínea realizaría su segundo relanzamiento de imagen y marca para el 15 de diciembre de 2012, después de gestionar todos los permisos, autorizaciones y "pago de deudas" que incluyen pagos a salarios de empleados, impuestos y otras obligaciones, su reinicio de operaciones sería progresivo y empezaría a volar hacia rutas troncales en territorio boliviano para posteriormente iniciar operación internacional, su objetivo era incursionar en el uso de combustible ecológico y en hacer su operación sostenible.
Sin embargo esta oportunidad se vio desperdiciada luego de que el empresario árabe desahuciara la oportunidad de recuperar la famosa línea por falta de la licencia de operaciones, pasaron 10 años y la situación de la aerolínea es irreversible.
El último intento fue el mes de marzo de 2018 cuando el síndico de la empresa, Rafael Baldiviezo, confirmó que estaban tramitando con tres aeronaves para comenzar a volar. Hasta 2014, la deuda tributaria alcanzaba a más de 590 millones de bolivianos (86 millones de dólares).

## Subsidiaria

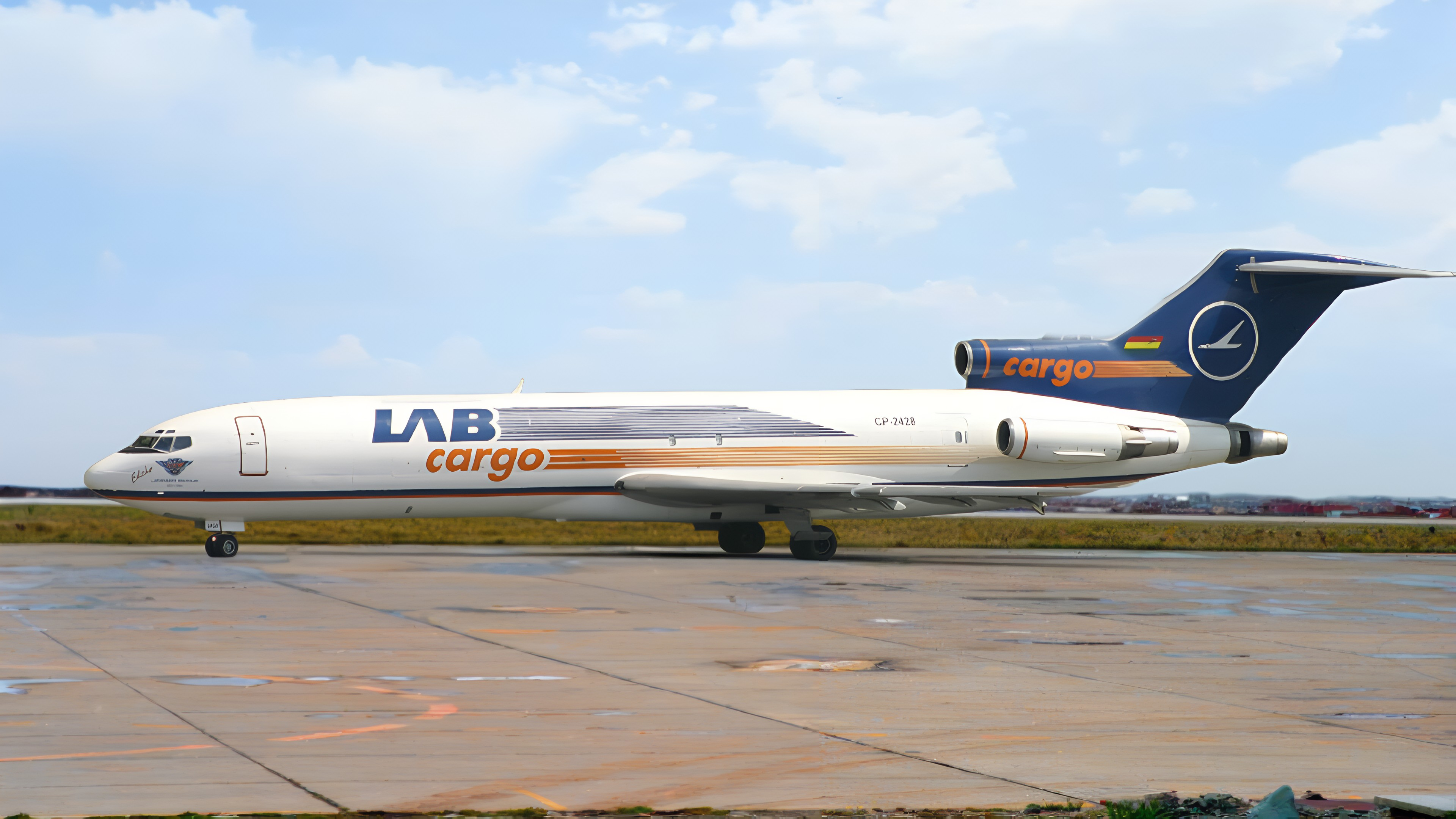
Boeing 727-2M7F de Lloyd Aéreo Boliviano en El Alto, La Paz (2004)

Lloyd Aéreo Boliviano contaba con una división de carga conocida como LAB Cargo, dedicada al transporte de mercancías tanto a nivel nacional como internacional. Esta filial operaba utilizando aviones de la flota principal adaptados para el traslado de carga, permitiendo a LAB ofrecer servicios especializados en el movimiento de bienes como minerales, alimentos y otros productos.

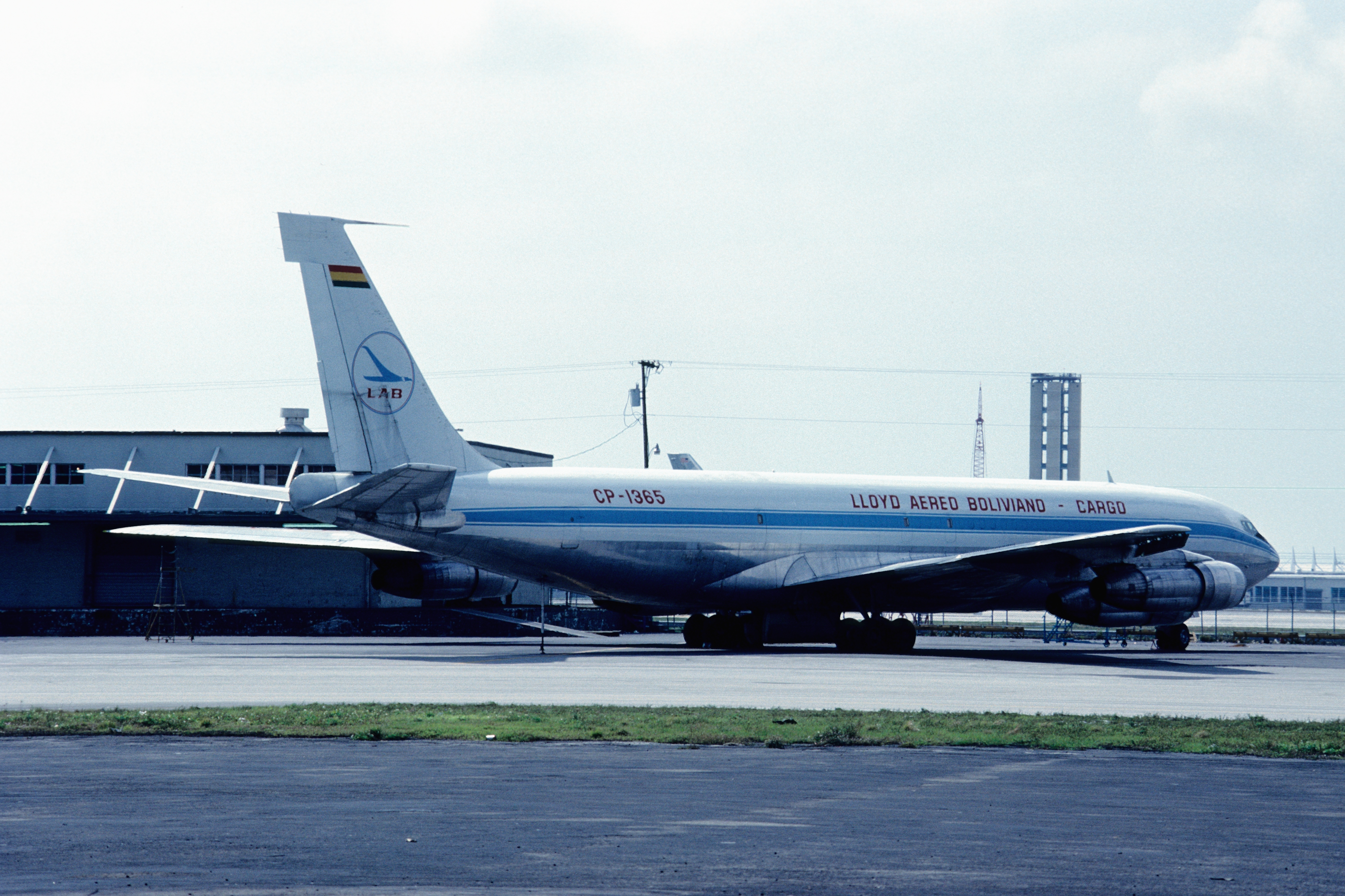
Boeing 707-323C (CP-1365) de LAB Cargo, este avión fue destruido por un incendio en Dothan, Alabama (1991)

A lo largo de su historia, LAB incorporó diversas aeronaves para sus operaciones de carga, incluyendo modelos como el Boeing 707 y el Boeing 727. El 13 de octubre de 1976, uno de sus Boeing 707 de carga de LAB se estrelló poco después de despegar del Aeropuerto El Trompillo en Santa Cruz de la Sierra, resultando en la pérdida de 91 vidas, incluyendo las de personas en tierra. Después, en agosto de 1991, otro Boeing 707 de LAB Cargo fue destruido por un incendio en un hangar en el Aeropuerto Regional de Dothan, Alabama, Estados Unidos.
Además de LAB Cargo, la aerolínea también ofrecía servicios de mantenimiento a otras compañías. Por ejemplo, en 1950, Pan American World Airways destacaba en su publicidad que sus vuelos eran mantenidos y revisados por LAB, resaltando la reputación de la aerolínea boliviana en servicios técnicos. 
Sin embargo, al igual que la aerolínea principal, la filial se vio afectada por los problemas financieros de LAB y dejó de operar junto con la compañía.

## Antiguos destinos

### 1925-40s
En ese momento, Lloyd Aéreo Boliviano ofrecía principalmente vuelos domésticos, cada uno de los cuales con varias escalas (lo cual era normal en un momento en que la oferta de aerolíneas era muy limitada en comparación con la situación actual).  La red de rutas tenía dos hub: En Cochabamba, sede de la aerolínea, y en La Paz.  Se ofrecieron servicios programados a los siguientes destinos
| Países  | Destinos                            | Aeropuertos                                    |
| ------- | ----------------------------------- | ---------------------------------------------- |
| Bolivia | Cachuela Esperanza, Beni            | Aeródromo de Cachuela Esperanza                |
| Bolivia | Camiri, Santa Cruz                  | Aeropuerto Gran Parapetí Camiri                |
| Bolivia | Charagua, Santa Cruz                | Aeropuerto de Charagua                         |
| Bolivia | Cobija, Pando                       | Aeropuerto Capitán Aníbal Arab                 |
| Bolivia | Cochabamba, Cochabamba              | Aeropuerto Internacional Jorge Wilstermann     |
| Bolivia | Isla Suárez, Beni                   | Aeródromo de Isla Suárez                       |
| Bolivia | Lagunillas, Santa Cruz              | Aeródromo de Lagunillas                        |
| Bolivia | La Paz, La Paz                      | Aeropuerto Internacional El Alto               |
| Bolivia | Magdalena, Beni                     | Aeropuerto de Magdalena                        |
| Bolivia | Oruro, Oruro                        | Aeropuerto Juan Mendoza                        |
| Bolivia | Potosí, Potosí                      | Aeropuerto Capitán Nicolás Rojas               |
| Bolivia | Puerto Suárez, Santa Cruz           | Aeropuerto de Puerto Suárez                    |
| Bolivia | Riberalta, Beni                     | Aeropuerto Capitán Av. Selin Zeitun López      |
| Bolivia | Roboré, Santa Cruz                  | Aeropuerto de Roboré                           |
| Bolivia | San José de Chiquitos, Santa Cruz   | Aeropuerto de San José de Chiquitos            |
| Bolivia | Santa Ana del Yacuma, Beni          | Aeropuerto José Chávez Suárez                  |
| Bolivia | Santa Cruz de la Sierra, Santa Cruz | Aeropuerto El Trompillo                        |
| Bolivia | Sucre, Chuquisaca                   | Aeropuerto Juana Azurduy de Padilla            |
| Bolivia | Tarija, Tarija                      | Aeropuerto Capitán Oriel Lea Plaza             |
| Bolivia | Todos Santos, Oruro                 | Aeródromo de Todos Santos                      |
| Bolivia | Trinidad, Beni                      | Aeropuerto Teniente Jorge Henrich Arauz        |
| Bolivia | Vallegrande, Santa Cruz             | Aeropuerto Capitán Av. Vidal Villagomez Toledo |
| Bolivia | Villamontes, Tarija                 | Aeropuerto Teniente Coronel Rafael Pabó        |
| Bolivia | Yacuiba, Tarija                     | Aeropuerto Yacuiba                             |
| Brasil  | Corumbá                             | Aeropuerto Internacional de Corumbá            |

En Corumbá, los pasajeros podían conectarse con Syndicato Condor para vuelos domésticos dentro de Brasil.

### 1950-1960s
Para entonces, La Paz había reemplazado a Cochabamba como el centro más grande de Lloyd Aéreo Boliviano (ahora transportista de bandera de Bolivia), habiendo sido inaugurado en el Aeropuerto de La Paz.  La red doméstica había crecido hasta alcanzar un tamaño extenso, cubriendo la mayoría de los aeropuertos del país (aún dependiendo de vuelos con múltiples escalas).  Se agregaron más rutas internacionales y LAB ahora también ofrece vuelos a Chile, Argentina y Perú.  Los siguientes destinos se sirvieron de forma programada en 1964, utilizando Douglas DC-3, DC-6 o Boeing B-17G  (este último es un avión de carga militar convertido de un bombardero, que también podría acomodar pasajeros).
| Países    | Destinos                            | Aeropuertos                                               |
| --------- | ----------------------------------- | --------------------------------------------------------- |
| Argentina | Buenos Aires                        | Aeropuerto Internacional Ministro Pistarini               |
| Argentina | Salta                               | Aeropuerto Internacional de Salta-Martín Miguel de Güemes |
| Bolivia   | Apolo, La Paz                       | Aeropuerto Apolo                                          |
| Bolivia   | Ascensión de Guarayos, Santa Cruz   | Aeropuerto Ascensión de Guarayos                          |
| Bolivia   | Bermejo, Tarija                     | Aeropuerto Bermejo                                        |
| Bolivia   | Camiri, Santa Cruz                  | Aeropuerto Gran Parapetí Camiri                           |
| Bolivia   | Cobija, Pando                       | Aeropuerto Capitán Aníbal Arab                            |
| Bolivia   | Cochabamba, Cochabamba              | Aeropuerto Internacional Jorge Wilstermann                |
| Bolivia   | Concepción, Santa Cruz              | Aeropuerto Concepción                                     |
| Bolivia   | Copacabana, La Paz                  | Aeropuerto de Copacabana                                  |
| Bolivia   | Guayaramerín, Beni                  | Aeropuerto Capitán de Av. Emilio Beltrán                  |
| Bolivia   | La Paz, La Paz                      | Aeropuerto Internacional El Alto                          |
| Bolivia   | Magdalena, Beni                     | Aeropuerto de Magdalena                                   |
| Bolivia   | Oruro, Oruro                        | Aeropuerto Juan Mendoza                                   |
| Bolivia   | Potosí, Potosí                      | Aeropuerto Capitán Nicolás Rojas                          |
| Bolivia   | Puerto Rico, Pando                  | Aeropuerto de Puerto Rico                                 |
| Bolivia   | Puerto Suárez, Santa Cruz           | Aeropuerto de Puerto Suárez                               |
| Bolivia   | Reyes, Beni                         | Aeropuerto de Reyes                                       |
| Bolivia   | Riberalta, Beni                     | Aeropuerto Capitán Av. Selin Zeitun López                 |
| Bolivia   | Roboré, Santa Cruz                  | Aeropuerto de Roboré                                      |
| Bolivia   | Rurrenabaque, Beni                  | Aeropuerto Rurrenabaque                                   |
| Bolivia   | San Borja, Beni                     | Aeropuerto Capitán Germán Quiroga Guardia                 |
| Bolivia   | San Ignacio de Moxos, Beni          | Aeropuerto de San Ignacio de Moxos                        |
| Bolivia   | San Ignacio de Velasco, Santa Cruz  | Aeropuerto de San Ignacio de Velasco                      |
| Bolivia   | San Javier, Santa Cruz              | Aeropuerto de San Javier                                  |
| Bolivia   | San Joaquín, Beni                   | Aeropuerto de San Joaquín                                 |
| Bolivia   | San José de Chiquitos, Santa Cruz   | Aeropuerto de San José de Chiquitos                       |
| Bolivia   | San Ramón, Beni                     | Aeropuerto de San Ramón                                   |
| Bolivia   | Santa Ana del Yacuma, Beni          | Aeropuerto José Chávez Suárez                             |
| Bolivia   | Santa Cruz de la Sierra, Santa Cruz | Aeropuerto El Trompillo                                   |
| Bolivia   | Sucre, Chuquisaca                   | Aeropuerto Juana Azurduy de Padilla                       |
| Bolivia   | Tarija, Tarija                      | Aeropuerto Capitán Oriel Lea Plaza                        |
| Bolivia   | Todos Santos, Oruro                 | Aeródromo de Todos Santos                                 |
| Bolivia   | Trinidad, Beni                      | Aeropuerto Teniente Jorge Henrich Arauz                   |
| Bolivia   | Villamontes, Tarija                 | Aeropuerto Teniente Coronel Rafael Pabó                   |
| Bolivia   | Yacuiba, Tarija                     | Aeropuerto Yacuiba                                        |
| Brasil    | Corumbá                             | Aeropuerto Internacional de Corumbá                       |
| Brasil    | São Paulo                           | Aeropuerto de Congonhas                                   |
| Chile     | Arica                               | Aeropuerto Internacional Chacalluta                       |
| Perú      | Lima                                | Aeropuerto Internacional Jorge Chávez                     |

### 1970s
Durante la década de 1970, el presidente del LAB, Mario Patino Ayoroa desarrolló la empresa  rutas y lo convirtió en un jugador internacional.  La red internacional experimentó una mayor expansión, sobre todo con el lanzamiento de vuelos regulares a los Estados Unidos. Ese mismo año inició la era del reactor en Bolivia con la llegada del Boeing 727 a Bolivia y años más tarde del Boeing 707.
| Países         | Destinos                            | Aeropuertos                                               |
| -------------- | ----------------------------------- | --------------------------------------------------------- |
| Argentina      | Buenos Aires                        | Aeropuerto Internacional Ministro Pistarini               |
| Argentina      | Salta                               | Aeropuerto Internacional de Salta-Martín Miguel de Güemes |
| Bolivia        | Cochabamba, Cochabamba              | Aeropuerto Internacional Jorge Wilstermann                |
| Bolivia        | La Paz, La Paz                      | Aeropuerto Internacional El Alto                          |
| Bolivia        | Santa Cruz de la Sierra, Santa Cruz | Aeropuerto El Trompillo                                   |
| Bolivia        | Trinidad, Beni                      | Aeropuerto Teniente Jorge Henrich Arauz                   |
| Brasil         | Río de Janeiro                      | Aeropuerto Santos Dumont                                  |
| Brasil         | São Paulo                           | Aeropuerto de Congonhas                                   |
| Chile          | Antofagasta                         | Aeropuerto Andrés Sabella                                 |
| Chile          | Arica                               | Aeropuerto Internacional Chacalluta                       |
| Chile          | Santiago de Chile                   | Aeropuerto Internacional Arturo Merino Benítez            |
| Colombia       | Cali                                | Aeropuerto Internacional Alfonso Bonilla Aragón           |
| Estados Unidos | Miami                               | Aeropuerto Internacional de Miami                         |
| Panamá         | Ciudad de Panamá                    | Aeropuerto Internacional de Tocumen                       |
| Paraguay       | Asunción                            | Aeropuerto Internacional Silvio Pettirossi                |
| Perú           | Lima                                | Aeropuerto Internacional Jorge Chávez                     |

### 1980s-1990s

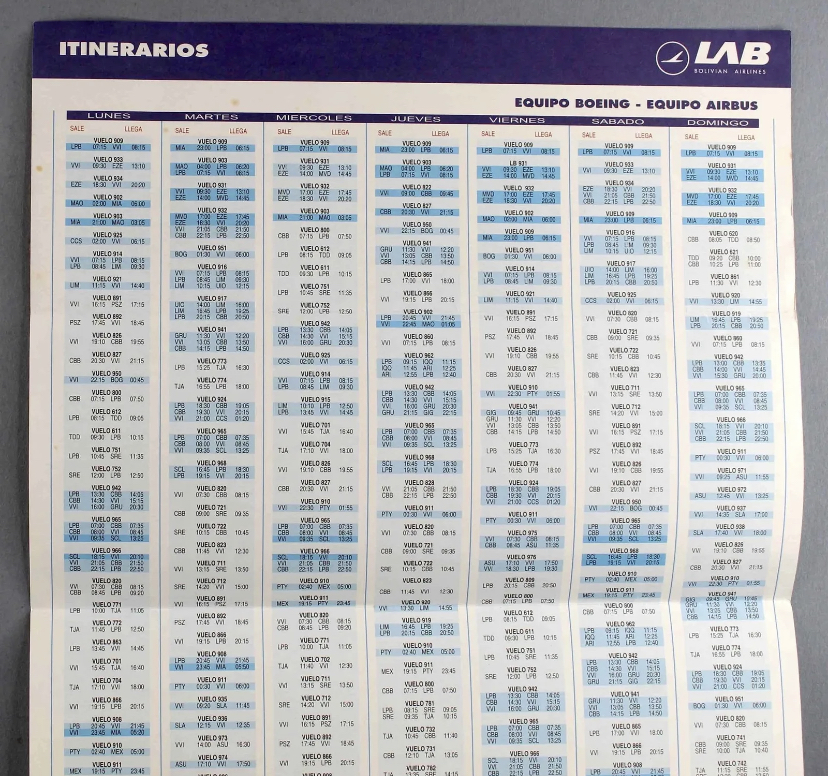
Itinerario de vuelos del Lloyd Aéreo Boliviano en 1997

En ese momento, la red LAB se había consolidado, apareciendo más o menos en la forma que mantendría hasta la década de 2000.  Las ciudades más grandes de Bolivia estaban conectadas con destinos en toda América del Sur, así como en los Estados Unidos (los vuelos internacionales solían tener varias escalas).  Los vuelos internacionales salían del nuevo Aeropuerto Internacional Viru Viru y de los aeropuertos de La Paz, y Cochabamba. Ahí los vuelos de centro a centro se operaron con aviones Boeing 727, mientras que el Fokker F-27, el Fairchild F-27 similar se desplegaron en  la red doméstica y de red internacional estuvo el 707, el 767-200 desde 1988 a 1989 y el Airbus A300 desde 1989 a 1990.
| Países         | Destinos                            | Aeropuertos                                               |
| -------------- | ----------------------------------- | --------------------------------------------------------- |
| Argentina      | Buenos Aires                        | Aeropuerto Internacional Ministro Pistarini               |
| Argentina      | Salta                               | Aeropuerto Internacional de Salta-Martín Miguel de Güemes |
| Bolivia        | Bermejo, Tarija                     | Aeropuerto Bermejo                                        |
| Bolivia        | Camiri, Santa Cruz                  | Aeropuerto Gran Parapetí Camiri                           |
| Bolivia        | Cobija, Pando                       | Aeropuerto Capitán Aníbal Arab                            |
| Bolivia        | Cochabamba, Cochabamba              | Aeropuerto Internacional Jorge Wilstermann                |
| Bolivia        | Guayaramerín, Beni                  | Aeropuerto Capitán de Av. Emilio Beltrán                  |
| Bolivia        | La Paz, La Paz                      | Aeropuerto Internacional El Alto                          |
| Bolivia        | Magdalena, Beni                     | Aeropuerto de Magdalena                                   |
| Bolivia        | Puerto Suárez, Santa Cruz           | Aeropuerto de Puerto Suárez                               |
| Bolivia        | Reyes, Beni                         | Aeropuerto de Reyes                                       |
| Bolivia        | Riberalta, Beni                     | Aeropuerto Capitán Av. Selin Zeitun López                 |
| Bolivia        | Rurrenabaque, Beni                  | Aeropuerto Rurrenabaque                                   |
| Bolivia        | San Borja, Beni                     | Aeropuerto Capitán Germán Quiroga Guardia                 |
| Bolivia        | San Ignacio de Velasco, Santa Cruz  | Aeropuerto de San Ignacio de Velasco                      |
| Bolivia        | San Joaquín, Beni                   | Aeropuerto de San Joaquín                                 |
| Bolivia        | Santa Ana del Yacuma, Beni          | Aeropuerto José Chávez Suárez                             |
| Bolivia        | Santa Cruz de la Sierra, Santa Cruz | Aeropuerto El Trompillo                                   |
| Bolivia        | Santa Cruz de la Sierra, Santa Cruz | Aeropuerto Internacional Viru Viru                        |
| Bolivia        | Sucre, Chuquisaca                   | Aeropuerto Juana Azurduy de Padilla                       |
| Bolivia        | Tarija, Tarija                      | Aeropuerto Capitán Oriel Lea Plaza                        |
| Bolivia        | Trinidad, Beni                      | Aeropuerto Teniente Jorge Henrich Arauz                   |
| Bolivia        | Villamontes, Tarija                 | Aeropuerto Teniente Coronel Rafael Pabó                   |
| Bolivia        | Yacuiba, Tarija                     | Aeropuerto Yacuiba                                        |
| Brasil         | Belo Horizonte                      | Aeropuerto Carlos Drummond de Andrade                     |
| Brasil         | Belo Horizonte                      | Aeropuerto Internacional Tancredo Neves                   |
| Brasil         | Manaos                              | Aeropuerto Internacional Eduardo Gomes                    |
| Brasil         | Río de Janeiro                      | Aeropuerto Internacional de Galeão                        |
| Brasil         | São Paulo                           | Aeropuerto de Congonhas                                   |
| Chile          | Arica                               | Aeropuerto Internacional Chacalluta                       |
| Chile          | Iquique                             | Aeropuerto Internacional Diego Aracena                    |
| Chile          | Santiago de Chile                   | Aeropuerto Internacional Arturo Merino Benítez            |
| Estados Unidos | Miami                               | Aeropuerto Internacional de Miami                         |
| Panamá         | Ciudad de Panamá                    | Aeropuerto Internacional de Tocumen                       |
| Paraguay       | Asunción                            | Aeropuerto Internacional Silvio Pettirossi                |
| Perú           | Cuzco                               | Aeropuerto Internacional Alejandro Velasco Astete         |
| Perú           | Lima                                | Aeropuerto Internacional Jorge Chávez                     |
| Uruguay        | Montevideo                          | Aeropuerto Internacional de Carrasco                      |
| Venezuela      | Caracas                             | Aeropuerto Internacional de Maiquetía Simón Bolívar       |

### Cerca del cierre. Los años 2000-2010
Cerca el cierre del Lloyd aéreo boliviano la aerolínea tenía los siguientes destinos usando su flota de Boeing 727-100/200, 737-300, Fokker F27, A310-300 (hasta 2002) y Boeing 767-300ER (desde 2002):
| Países         | Destinos                            | Aeropuertos                                                       |
| -------------- | ----------------------------------- | ----------------------------------------------------------------- |
| Alemania       | Múnich                              | Aeropuerto Internacional de Múnich                                |
| Argentina      | Buenos Aires                        | Aeropuerto Internacional Ministro Pistarini                       |
| Argentina      | Córdoba                             | Aeropuerto Internacional Ingeniero Aeronáutico Ambrosio Taravella |
| Argentina      | Jujuy                               | Aeropuerto Internacional Gobernador Horacio Guzmán                |
| Argentina      | Tucumán                             | Aeropuerto Internacional Teniente Benjamín Matienzo               |
| Argentina      | Salta                               | Aeropuerto Internacional de Salta Martín Miguel de Güemes         |
| Aruba          | Oranjestad                          | Aeropuerto Internacional Reina Beatrix                            |
| Bolivia        | Apolo, La Paz                       | Aeropuerto Apolo                                                  |
| Bolivia        | Cobija, Pando                       | Aeropuerto Capitán Aníbal Arab                                    |
| Bolivia        | Cochabamba, Cochabamba              | Aeropuerto Internacional Jorge Wilstermann                        |
| Bolivia        | La Paz, La Paz                      | Aeropuerto Internacional El Alto                                  |
| Bolivia        | Magdalena, Beni                     | Aeropuerto de Magdalena                                           |
| Bolivia        | Puerto Suárez, Santa Cruz           | Aeropuerto de Puerto Suárez                                       |
| Bolivia        | Santa Cruz de la Sierra, Santa Cruz | Aeropuerto El Trompillo                                           |
| Bolivia        | Santa Cruz de la Sierra, Santa Cruz | Aeropuerto Internacional Viru Viru                                |
| Bolivia        | Sucre, Chuquisaca                   | Aeropuerto Juana Azurduy de Padilla                               |
| Bolivia        | Tarija, Tarija                      | Aeropuerto Capitán Oriel Lea Plaza                                |
| Bolivia        | Trinidad, Beni                      | Aeropuerto Teniente Jorge Henrich Arauz                           |
| Bolivia        | Uyuni, Potosí                       | Aeropuerto Joya Andina                                            |
| Brasil         | Corumbá                             | Aeropuerto Internacional de Corumbá                               |
| Brasil         | Río de Janeiro                      | Aeropuerto Internacional de Galeão                                |
| Brasil         | São Paulo                           | Aeropuerto de Congonhas                                           |
| Chile          | Iquique                             | Aeropuerto Internacional Diego Aracena                            |
| Chile          | Santiago de Chile                   | Aeropuerto Internacional Arturo Merino Benítez                    |
| Colombia       | Bogotá                              | Aeropuerto Internacional El Dorado                                |
| Ecuador        | Guayaquil                           | Aeropuerto Internacional José Joaquín de Olmedo                   |
| Ecuador        | Quito                               | Aeropuerto Internacional Mariscal Sucre                           |
| España         | Madrid                              | Aeropuerto de Madrid Barajas                                      |
| Estados Unidos | Miami                               | Aeropuerto Internacional de Miami                                 |
| Estados Unidos | Washington D. C.                    | Aeropuerto Internacional Washington-Dulles                        |
| Estados Unidos | Nueva York                          | Aeropuerto Internacional John F. Kennedy                          |
| México         | Cancún                              | Aeropuerto Internacional de Cancún                                |
| México         | Ciudad de México                    | Aeropuerto Internacional de la Ciudad de México                   |
| Panamá         | Ciudad de Panamá                    | Aeropuerto Internacional de Tocumen                               |
| Perú           | Cuzco                               | Aeropuerto Internacional Alejandro Velasco Astete                 |
| Perú           | Lima                                | Aeropuerto Internacional Jorge Chávez                             |
| Uruguay        | Montevideo                          | Aeropuerto Internacional de Carrasco                              |
| Venezuela      | Caracas                             | Aeropuerto Internacional de Maiquetía Simón Bolívar               |

### Destinos Frustrados
| Países         | Destinos      | Aeropuertos                                              |
| -------------- | ------------- | -------------------------------------------------------- |
| Alemania       | Frankfurt     | Aeropuerto de Fráncfort del Meno                         |
| Bolivia        | Guayaramerín  | Aeropuerto Capitán de Av. Emilio Beltrán                 |
| Bolivia        | Potosí        | Aeropuerto Internacional Nicolás Rojas                   |
| Bolivia        | Monteagudo    | Aeropuerto Apiaguaiki Tumpa                              |
| Bolivia        | Riberalta     | Aeropuerto Capitán Av. Selin Zeutin López                |
| Bolivia        | Rurrenabaque  | Aeropuerto Rurrenabaque                                  |
| Brasil         | Brasilia      | Aeropuerto Internacional Presidente Juscelino Kubitschek |
| Brasil         | Foz Do Iguazú | Aeropuerto Internacional de Foz Do Iguazú                |
| España         | Barcelona     | Aeropuerto Josep Tarradellas Barcelona-El Prat           |
| Estados Unidos | Los Ángeles   | Aeropuerto Internacional de Los Ángeles                  |
| Francia        | París         | Aeropuerto Internacional Charles de Gaulle               |
| Italia         | Roma          | Aeropuerto de Roma-Fiumicino                             |
| Reino Unido    | Londres       | Aeropuerto de Londres- Heathrow                          |
| Suiza          | Zúrich        | Aeropuerto Internacional de Zúrich                       |

## Antigua flota
| Aeronave                   | Número | Introducido | Retirado | Matrículas |
| -------------------------- | ------ | ----------- | -------- | --- |
| Airbus A300                | 1      | 1989        | 1990     | PP-SNN (alquilado) |
| Airbus A310                | 4      | 1993        | 2003     | CP-2273, CP-2307, CP-2338 (vuelto a registrar CP-2232) y F-ODVF (alquilado)                                                                                               |
| Boeing B-17                | 11     | 1951        | 1968     | CP-570, CB-579, CP-580, CP-588, CP-597, CP-620, CP-621, CP-623, CP-625, CP-627, CP-686 y CP-753                                                                           |
| Boeing 707                 | 3      | 1977        | 2000     | CP-1365, CP-1698 y N730JP (alquilado) |
| Boeing 727-100             | 4      | 1970        | 2007     | CP-861, CP-1070, CP-1223 y CP-1339 (alquilado) |
| Boeing 727-200             | 14     | 1975        | 2010     | CP-1276, CP-1366, CP-1367, CP-1741, CP-2294, CP-2323, CP-2324, CP-2427 (alquilado), CP-2428, CP-2429, CP-2455, CP-2463, CP-2464 y N685CA (no llegó a entrar en servicio). |
| Boeing 737-300             | 2      | 1996        | 2005     | CP-2313 y CP-2391 |
| Boeing 757                 | 2      | 2004        | 2005     | N756NA y N958PG (alquilados) |
| Boeing 767-300             | 2      | 2002        | 2006     | CP-2425, CP-2426 y G-BLKV (alquilado) |
| Boeing 767-200             | 1      | 1988        | 1989     | G-BLKV (alquilado) |
| Curtiss C-46 Commando      | 7      | 1947        | 1966     | CB-37, CB-38, CB-39, CB-50, CB-51, CB-67 y CP-730 |
| Douglas DC-3/C-47          | 21     | 1945        | 1978     | CB-29, CB-30, CB-31, CB-32, CB-33, CB-34, CB-34, CB-35, CB-36, CB-68, CB-72, CB-73, CB-83, CB-84, CB-91, CB-100, CB-101, CP-605, CP-733, CP-734 y CP-735                  |
| Douglas DC-4/C-54          | 3      | 1955        | 1962     | CP-609, CP-610 y CP-682 |
| Douglas DC-6               | 4      | 1954        | 1974     | CP-698, CP-707, CP-715 y CP-740 |
| Fairchild Hiller FH-227    | 8      | 1969        | 1996     | CP-862, CP-863, CP-1116, CP-1117, CP-1175, CP-1176, F-GBRU (alquilado) y F-GBRV (alquilado)                                                                               |
| Fokker F27                 | 3      | 1985        | 2005     | CP-2013, CP-2165 y CP-2282 |
| Ford TriMotor              | 1      | 1932        | 1932     | Sin matrícula |
| Grumman JRF Goose          | 1      | 1938        | 1943     | CB-24 |
| Junkers F 13               | 10     | 1925        | 1942     | Sin matrícula |
| Junkers W 33               | 2      | 1933        | 1939     | CB-19 y CB-20 |
| Junkers W 34               | 2      | 1929        | 1939     | Sin matrícula |
| Junkers Ju 52              | 6      | 1932        | 1944     | CB-17, CB-18, CB-21, CB-22, CB-32 y uno sin matricular |
| Junkers Ju 86              | 4      | 1937        | 1941     | CB-023 y tres sin matricular |
| Lockheed Model 18 Lodestar | 4      | 1941        | 1949     | CB-25, CB-26, CB-27 y CB-28 |
| Lockheed L-188 Electra     | 1      | 1968        | 1973     | CP-853 |
| Lockheed L-1011 Tristar    | 2      | 2006        | 2007     | OD-MIR y OD-ZEE (alquilados) |
| Sikorsky S-38              | 2      | 1933        | 1941     | NC-9138 |

Flota histórica de Lloyd Aéreo Boliviano
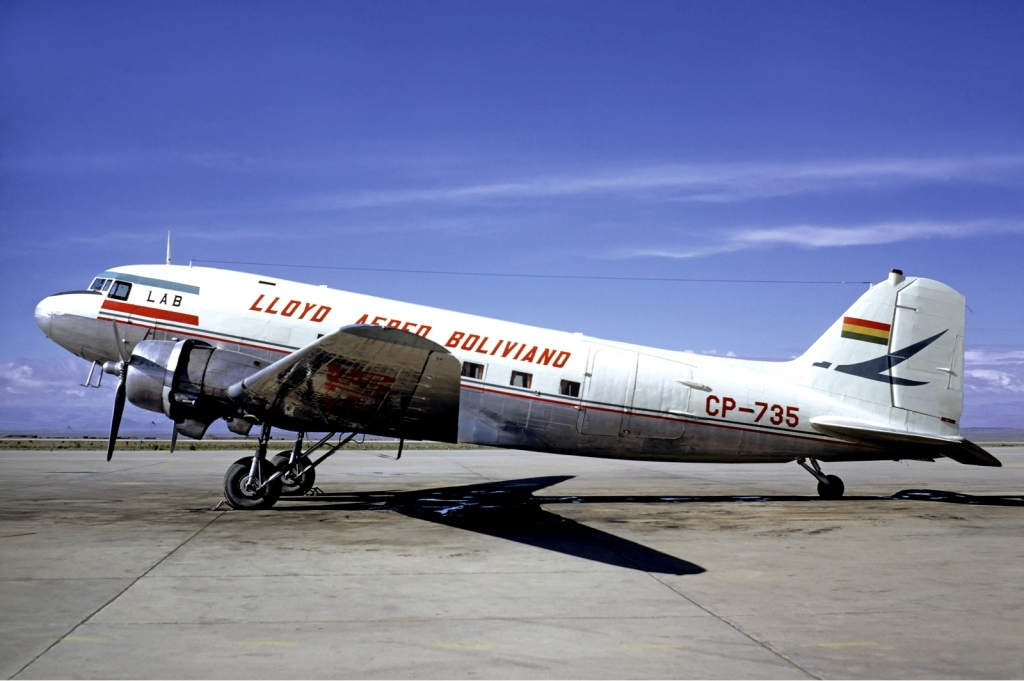
Douglas DC-3
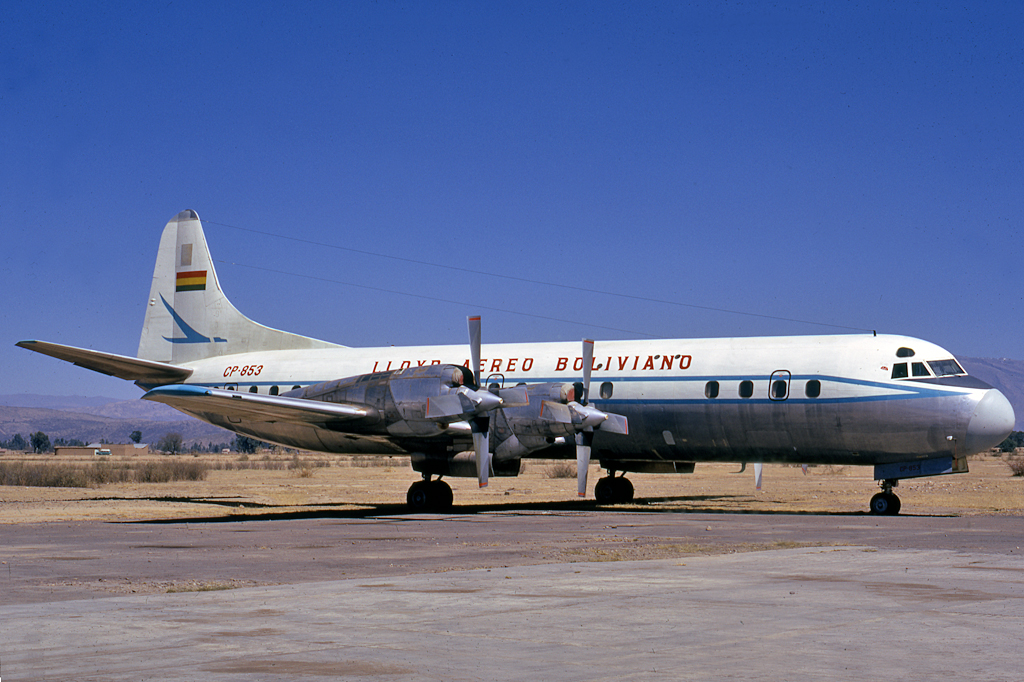
Lockheed L-188 Electra
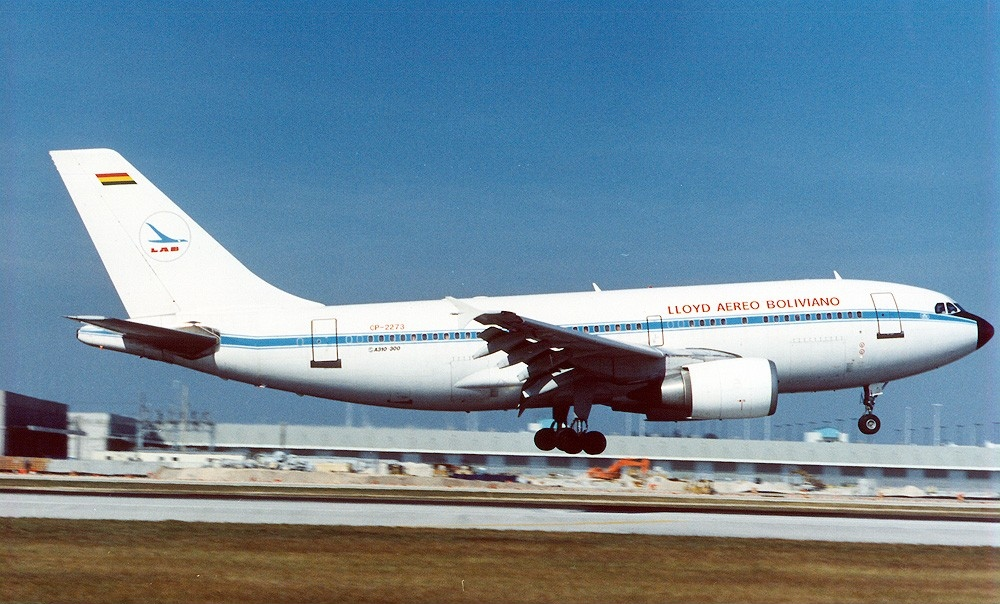
Airbus A310
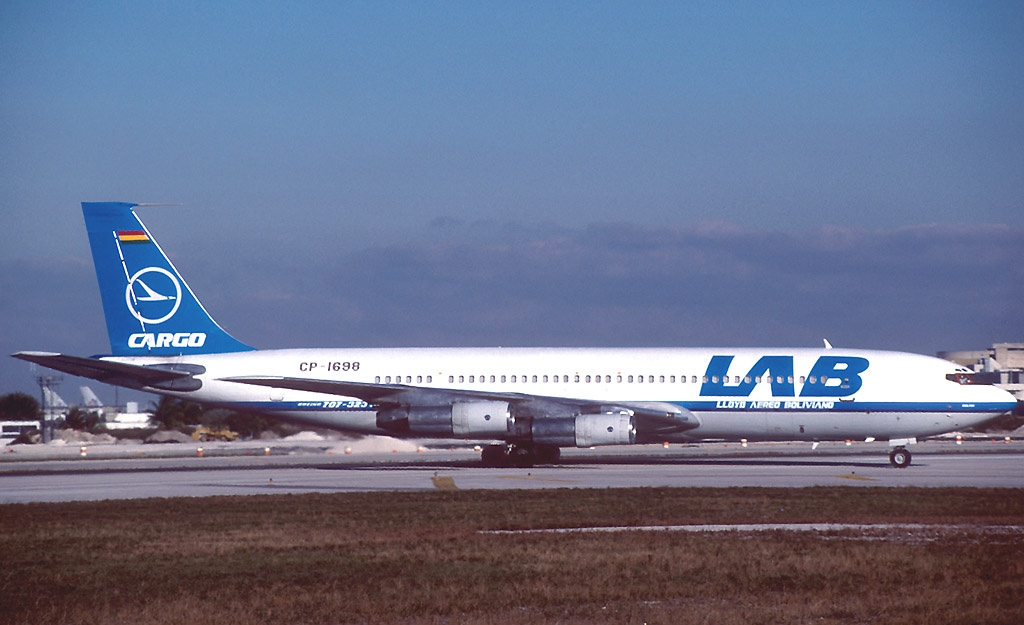
Boeing 707-320C
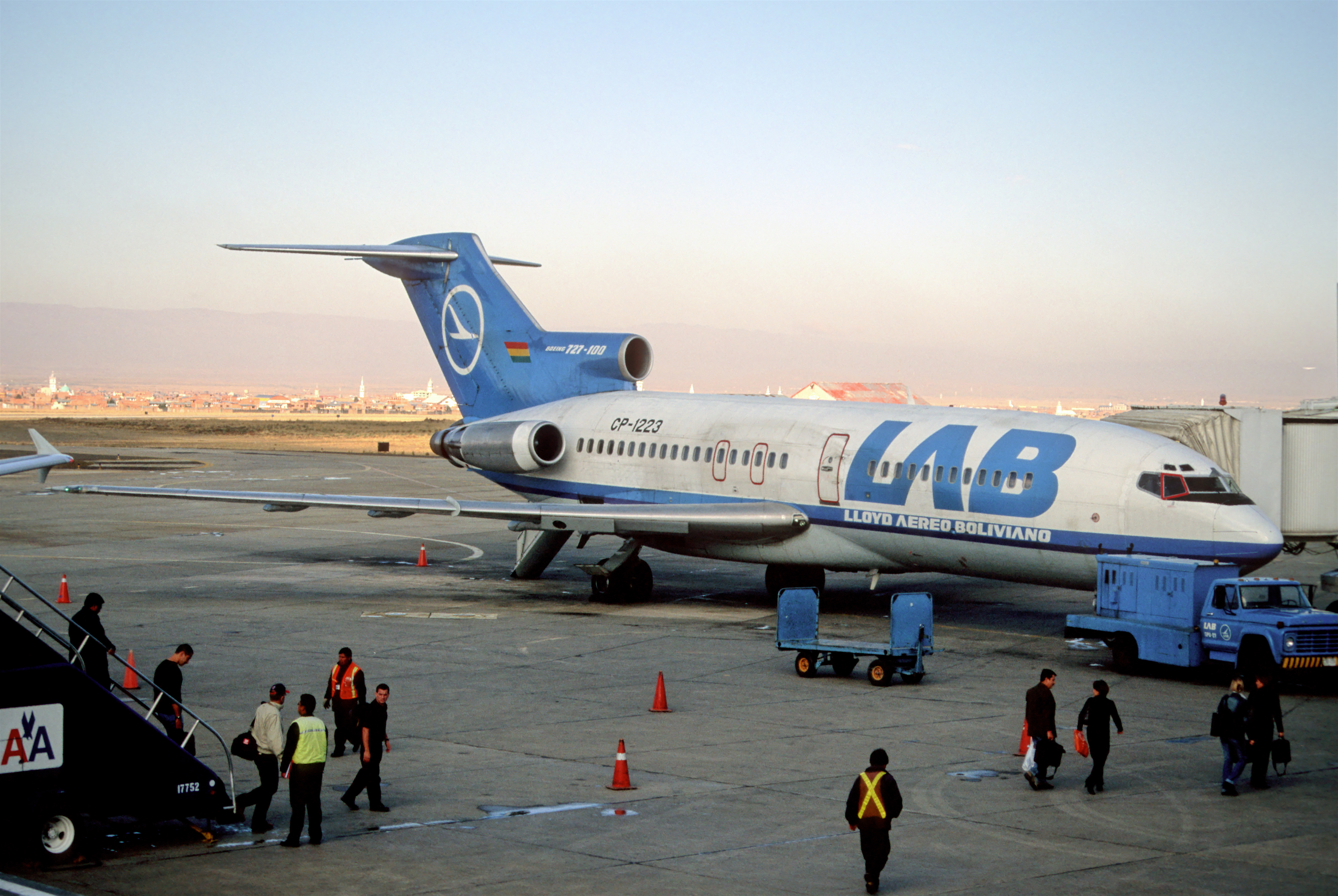
Boeing 727-100
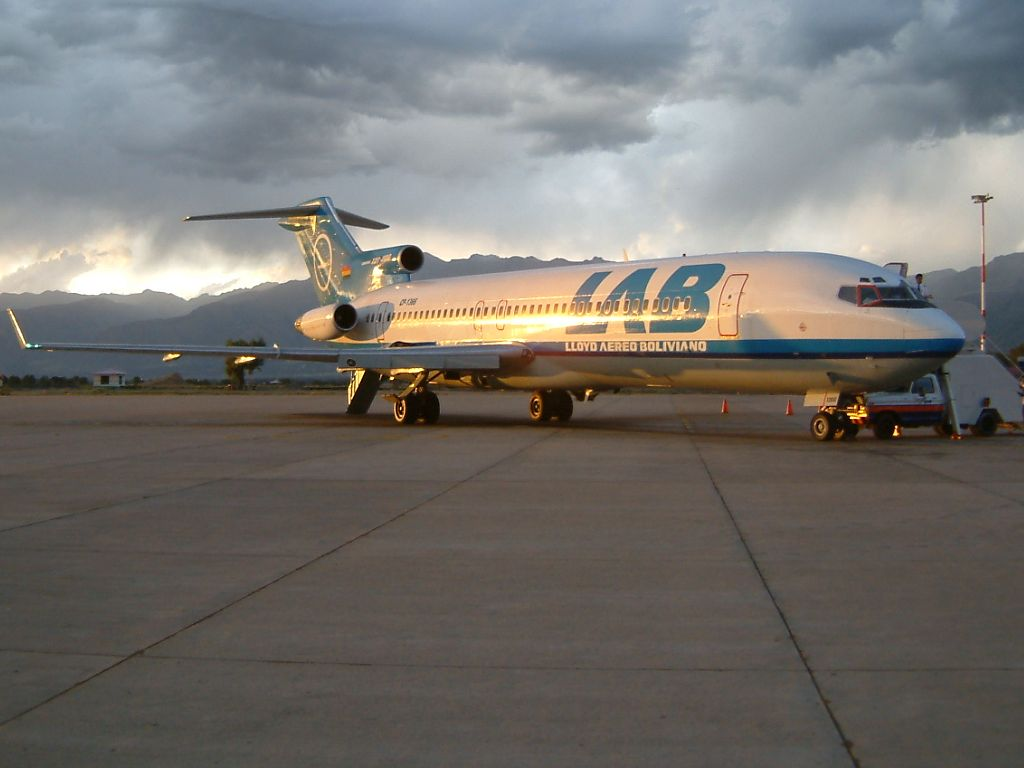
Boeing 727-200 Advanced
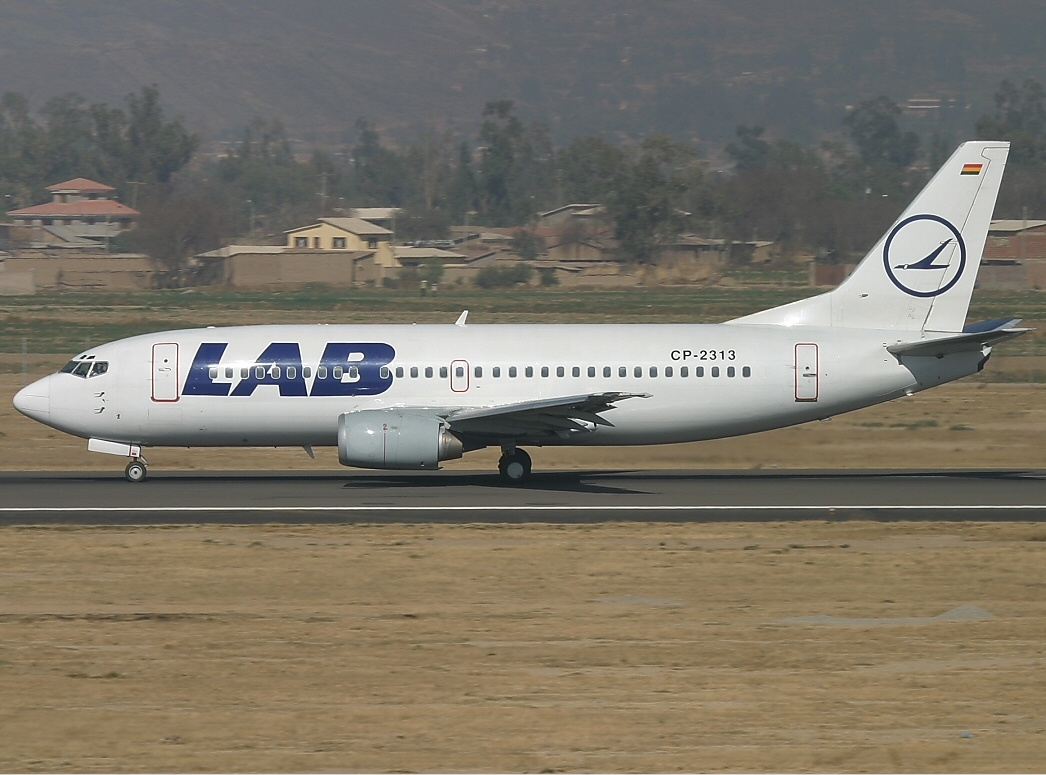
Boeing 737-300
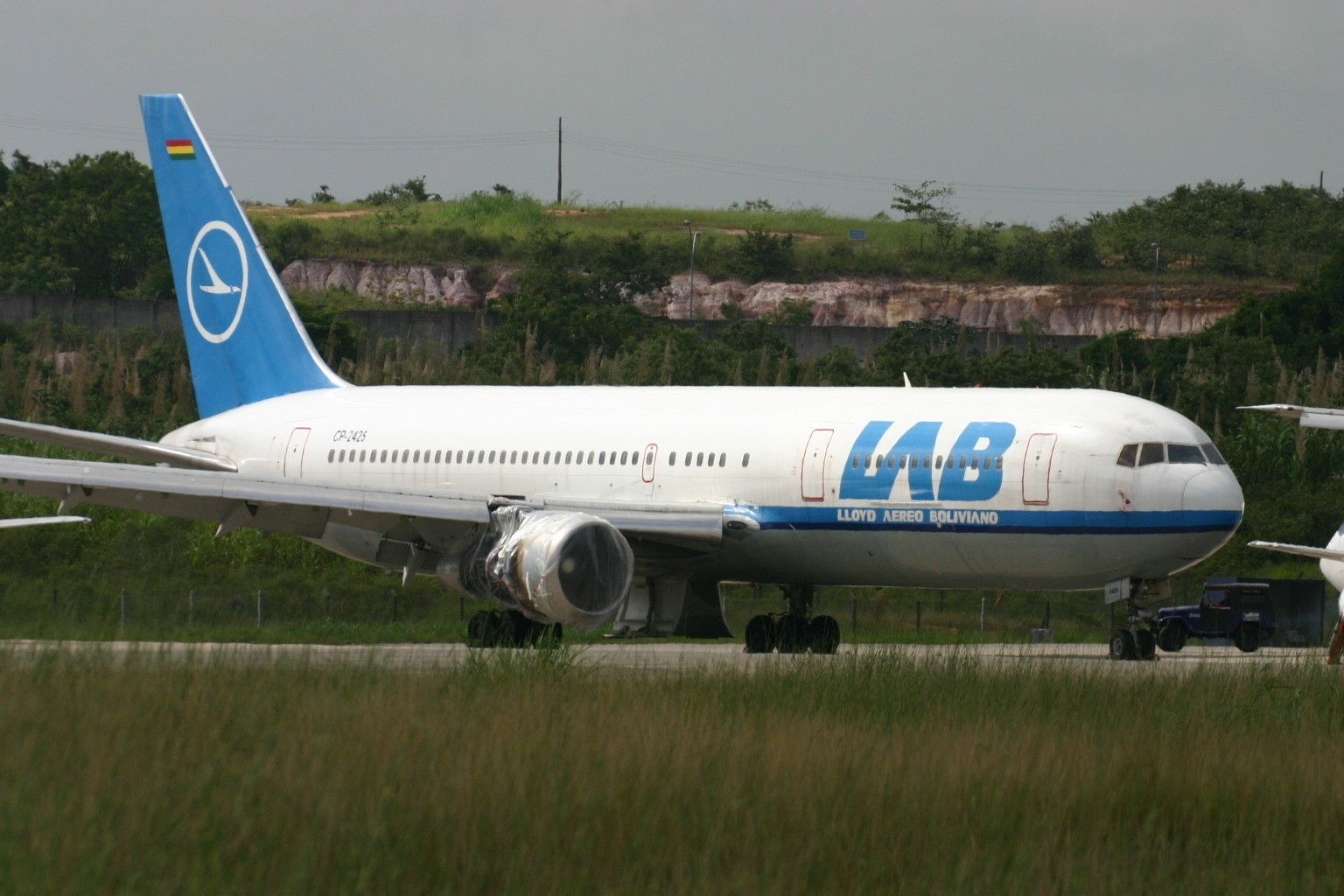
Boeing 767-300ER
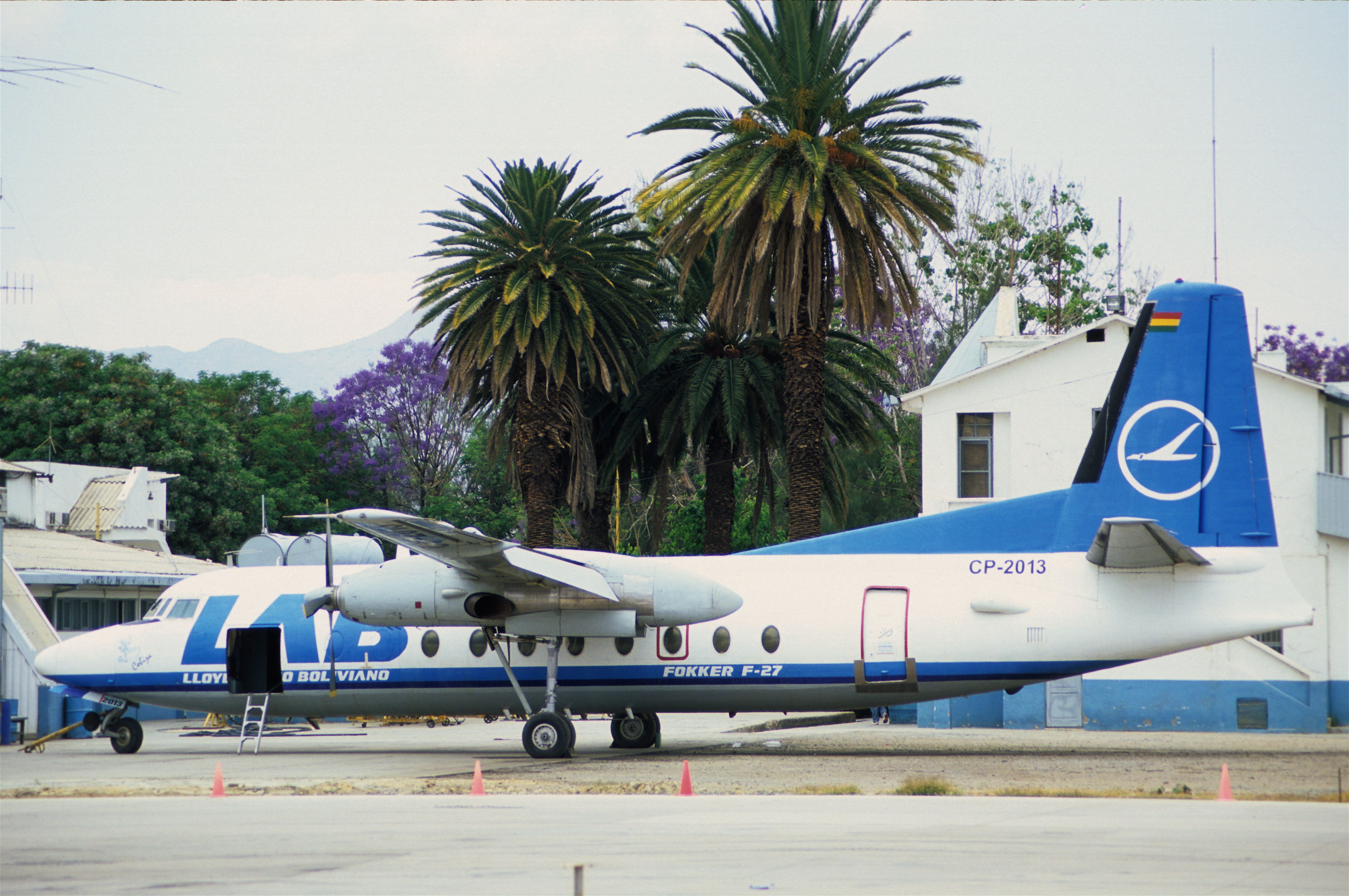
Fokker F-27

## Accidentes e incidentes[30]
- El 26 de octubre de 1932, un Ford Trimotor, llamado "Cruz del Sur", se estrelló cerca de Villa Montes, Gran Chaco, poco después de despegar cuando transportaba suministros del Ejército de Bolivia. Murieron sus dos pilotos.
- El 17 de enero de 1936, un Junkers Ju 52, llamado "Chorolque", se estrelló en los pantanos de Tapacarí mientras cubría la ruta Cochabamba-La Paz. Murieron sus trece ocupantes.
- El 15 de diciembre de 1937, un Junkers Ju 52, llamado "Huanuni", se estrelló cerca de Sorata mientras cubría la ruta La Paz-Apolo. Murieron sus ocho ocupantes.
- El 4 de noviembre de 1940, un Junkers Ju 52 (CB-17) en ruta Robore-Puerto Suárez se estrelló cerca de Chiquitos durante una tormenta. Murieron sus 14 ocupantes.
- El 21 de agosto de 1944, un Lockheed Model 18 Lodestar (CB-25) fue destruido en un incendio en el Aeropuerto Internacional de El Alto.
- El 29 de mayo de 1947 un Douglas C-47 (CB-32) acabó destruido en circunstancias desconocidas en Trinidad.
- El 10 de agosto de 1949, un Curtiss-Wright C-46 Commando (CB-37) se estrelló cerca de Rurrenabaque.
- El 28 de agosto de 1949 un Douglas C-47 (CB-33) fue destruido en el Aeropuerto de Cochabamba durante la guerra civil boliviana de 1949.
- El 6 de septiembre de 1949 un Lockheed Modelo 18 Lodestar (CB-26) fue destruido cerca de Sucre durante la guerra civil boliviana de 1949.
- El 12 de septiembre de 1949 otro Lockheed Modelo 18 Lodestar (CB-16) fue destruido en el Aeropuerto de Santa Cruz durante la guerra civil boliviana de 1949.
- El 14 de abril de 1950, un Curtiss C-46 (CB-51) se estrelló cerca de Cochabamba, muriendo sus dos pilotos.
- El 2 de octubre de 1950, otro Curtiss C-46 (CB-38) se estrelló cerca de la Laguna Anteojos, Magdalena (Beni).
- El 1 de enero de 1951, un Douglas C-47 (registrado como CB-31) sufrió daños irreparables en un aterrizaje forzoso en el Aeropuerto Internacional El Alto.
- El 3 de noviembre de 1953, Douglas DC-3 (matrículado CP-600) se estrelló contra una montaña cerca de Potosí, matando a los 25 pasajeros y 3 tripulantes a bordo. La aeronave había estado en un vuelo doméstico regular de Camiri a Sucre.
- El 5 de septiembre de 1955, dos aviones LAB chocaron en el aire sobre Cochabamba: un DC-3 (matrículado CP-572) en un vuelo regular de pasajeros y un Boeing B-17G (CP-597) en un vuelo de carga. El Boeing se estrelló, matando a los tres miembros de la tripulación. El DC-3 logró realizar un aterrizaje de emergencia en el Aeropuerto Internacional Jorge Wilstermann.
- El 21 de septiembre de 1955 otro Boeing B-17G (CP-570) fue destruido en el Aeropuerto Internacional de La Paz.
- El 25 de agosto de 1956, un Douglas DC-3 (CP-506), configurado para carga, se estrelló en el Aeropuerto Internacional El Alto, matando a dos de las tres personas a bordo.
- El 26 de septiembre de 1956, sucedió el primer secuestro de un vuelo comercial con fines políticos. El avión, un Douglas DC-4, transportaba 47 prisioneros que estaban siendo transportados desde Santa Cruz hasta La Paz. Allí los esperaba un grupo político para llevarlos a un campo de concentración ubicado en Carahuara de Carangas, Oruro, Boliviana. Los 47 prisioneros tomaron el control del avión en pleno vuelo y desviaron el avión a Tartagal,  Argentina. Dos de los 47 prisioneros tomaron el control de los controles de la aeronave y recibieron instrucciones de desviarse nuevamente a Salta, Argentina ya que el aeródromo de Tartagal no era lo suficientemente grande para el DC-4. Lo hicieron y momentos después llegaron sanos y salvos a la ciudad de Salta. Contaron al gobierno de la injusticia a la que fueron sometidos y recibieron asilo político.
- El 18 de marzo de 1957, un Douglas DC-3 (CP-535), que cubría la ruta Cochabamba-Oruro se estrelló contra una montaña cerca de Sayari. Los 16 pasajeros y los 3 miembros de la tripulación murieron.
- El 29 de diciembre de 1958, un Boeing B-17G (CP-579) se estrelló cerca de Uncía.
- El 31 de diciembre de 1959, los 11 ocupantes de un C-47 (matrículado CP-584) murieron cuando la aeronave se estrelló poco después de despegar de un aeródromo cerca de San José de Chiquitos.
- El 5 de febrero de 1960, un Douglas DC-4 (CP-604), que se encontraba en un vuelo regular de pasajeros de Cochabamba a La Paz, se estrelló poco después de despegar en la Laguna Huañacota, un lago ubicado en una montaña, luego de un incendio en un motor. Los 55 pasajeros y los 4 miembros de la tripulación perdieron la vida (una niña de dos años pudo salvarse, pero luego murió en el hospital).
- El 21 de agosto de 1962, un C-47 (CP-536) se estrelló cerca del Aeropuerto Internacional Jorge Wilstermann durante un vuelo de prueba posterior al mantenimiento, matando a cuatro de las cinco personas a bordo.
- El 15 de marzo de 1963 aproximadamente a las 13:55 hora local, el vuelo 915 de Lloyd Aéreo Boliviano, tenía una ruta programada desde Arica, Chile a La Paz, Bolivia el avión era operado por un Douglas DC-6 (CP-707), que se estrelló contra la montaña Chachakumani, matando a los 36 pasajeros y tres miembros de la tripulación. En el momento del accidente, había malas condiciones de visibilidad debido al mal tiempo.
- El 4 de febrero de 1964, un avión Douglas C-47 (CP-568) se estrelló poco después de partir del Aeropuerto de Yacuiba, matando a dos de las 29 personas a bordo.
- El 3 de agosto de 1966, un Curtiss C-46 (CP-730) que se encontraba en un vuelo de carga de Riberalta a Cochabamba se estrelló contra una cadena montañosa de los Andes, matando a las tres personas en tablero. El accidente probablemente ocurrió debido a un error de navegación del piloto, que había elegido una ruta de vuelo incorrecta y, posteriormente, había volado a una altitud incorrecta.
- El 19 de abril de 1968, un Douglas DC-3 (CP-734) se estrelló poco después de despegar de una pista de aterrizaje en Trinidad.
- El 26 de septiembre de 1969, un Douglas DC-6B (CP-698) en la que viajaban casi la totalidad de la plantilla del equipo boliviano The Strongest, que realizaba el vuelo Santa Cruz - La Paz se estrelló en una zona montañosa conocida como "La Cancha", con el resultado de 74 personas fallecidas. Tragedia de Viloco
- El 16 de diciembre de 1971, un Fairchild F27 de Sucre a La Paz fue secuestrado y se exigió que fuera desviado a Chile. En cambio, el avión aterrizó en el Aeropuerto Internacional Jorge Wilstermann, las fuerzas policiales irrumpieron en el avión y arrestaron al perpetrador. En el tiroteo que siguió, un miembro de la tripulación y un pasajero murieron.
- El 13 de octubre de 1976, un Boeing 707 carguero (N730JP) alquilado por Lloyd Aéreo Boliviano a Jet Power Inc. con matrícula N730JP, se dirigía de Santa Cruz de la Sierra a Miami. Despegó del aeropuerto El Trompillo, y tras recorrer 560 metros se estrelló en el Estadio Ramón Tahuichi Aguilera luego de tener una carrera de despegue más larga de lo normal, y un ascenso penalizado por causas no-determinadas. Esto provocó que el ala derecha se golpeara con árboles y se desprendiera del fuselaje. Lamentablemente la tripulación de 3 hombres perdieron la vida, además de 88 personas en tierra. Se contabilizaron más de 78 heridos de gravedad. Se mantiene como el desastre aéreo con mayor número de víctimas en Bolivia.
- El 23 de enero de 1980, un Fairchild F-27J (CP-1175) se salió de una calle de rodaje mientras estaba en tierra en el Aeropuerto de Santa Ana y cayó en una zanja, durante el cual el depósito de combustible se rompió por escombros de la hélice. En el incendio que siguió, la aeronave quedó destruida, pero los 15 pasajeros y los tres miembros de la tripulación pudieron salvarse.
- La mañana del 2 de junio de 1980, otro Fairchild F-27 (CP-1117) que cubría la ruta Cochabamba-Yacuiba con 10 pasajeros y 3 tripulantes, se estrelló en el Cerro Tapecuá al noroeste de la ciudad de Yacuiba. No hubo sobrevivientes. El día del accidente se reportaron condiciones adversas de baja visibilidad y/o bajo techo de nubes en la estación de destino debido al ingreso de un frente frío desde el Sur. Se especula que la baliza no direccional, se quedó sin combustible, haciendo creer a los pilotos que habían superado la estación.
- 2 de junio de 1980, se estrelló una avioneta cerca del Departamento de La Paz. Murieron todos los ocupantes menos el futuro presidente de Bolivia Jaime Paz Zamora que sobrevivió con graves quemaduras. La avioneta pertenecía a Luis Arce Gómez
- El 16 de marzo de 1984, otro Fairchild F-27 (CP-862) se estrelló contra el Cerro Pilón, al Suroeste de Rurrenabaque, en las primeras estribaciones de la Cordillera de los Andes, luego de pasar de largo el aeropuerto de San Borja en donde debía realizar una escala. La aeronave cubría un vuelo operado los días viernes procedente de Trinidad con destino a la ciudad de La Paz, con escalas en San Borja y Rurrenabaque. Todos los 23 ocupantes fallecieron. Nuevamente, el accidente sucedió a causa de un error de navegación provocado por una confusión con las radioayudas. Pese a haber solicitado la tripulación al operador de estación que la baliza estuviese operando, dicha radioayuda nunca fue encendida (baliza no direccional), y los pilotos pasaron de largo a la altura que debían iniciar el procedimiento de aproximación al Aeropuerto Capitán Germán Quiroga Guardia hasta encontrarse con la serranía ubicada a 70 kilómetros.
- El 23 de enero de 1985 un Boeing 727-200 (CP-1276) que cubría la ruta La Paz-Santa Cruz sufrió un ataque terrorista a bordo donde sólo murió el terrorista. La aeronave pudo ser reparada.
- El 31 de agosto de 1991, un Boeing 707 (CP-1365) fue destruido en un incendio en un hangar en el Aeropuerto Regional de Dothan de Alabama, Estados Unidos.
- El 22 de diciembre de 1994, un Fokker F27 Friendship (CP-2165) invadió la pista del Aeropuerto Capitán de Av. Emilio Beltrán luego de un despegue rechazado y se estrelló contra unos árboles. Los 36 pasajeros y los cuatro miembros de la tripulación sobrevivieron al accidente. El destino previsto del vuelo nacional programado había sido San Joaquín.
- El 15 de octubre de 1997, un Boeing 727-200 (CP-1276) Cuando aterrizo una de sus llantas comenzó a chirriar y votar chispas, que al poco rato comenzaron a arder sus llantas, fuego que fue controlado por los bomberos, en pocos segundos.
- El 9 de enero de 2001, el tren de aterrizaje principal izquierdo de un Boeing 727-200 (CP-2323) colapsó mientras rodaba en el Aeropuerto Internacional Ministro Pistarini antes de un vuelo programado a Santa Cruz. El investigador descubrió que el accidente, en el que ninguno de los 138 pasajeros y 8 miembros de la tripulación resultó herido pero dejó la aeronave dañada sin posibilidad de reparación, ocurrió debido a daños por corrosión.
- El 7 de agosto de 2004, un Boeing 767-300ER (CP-2425) experimentó un aterrizaje forzoso en el Aeropuerto Internacional Viru Viru después de un vuelo programado desde Miami, y sufrió daños sustanciales.
- El 1 de febrero del 2008, el vuelo 301 de Lloyd Aéreo Boliviano, un Boeing 727-200 que cubría la ruta La Paz-Cobija tuvo que ser desviado al Aeropuerto Teniente Jorge Henrich Arauz de Trinidad debido al mal tiempo que había en Cobija, pero al estar ya aproximándose al Aeropuerto de Trinidad, el avión se quedó sin combustible y aterrizó de emergencia en una zona pantanosa a pocos kilómetros cerca del aeropuerto. No hubo víctimas fatales, solo dos pasajeros recibieron lesiones menores.